# Потапцівська сільська рада
Пота́пцівська сільська́ ра́да — адміністративно-територіальна одиниця та орган місцевого самоврядування в Канівському районі Черкаської області. Адміністративний центр — село Потапці.

## Населені пункти
Сільській раді підпорядковані населені пункти:
- с. Потапці
- с. Лазірці
- с. Пищальники
- с-ще Райок

## Загальні відомості
На півночі та заході рада межує із Київською областю, на північному сході — з Чернишівською, на сході — із Пшеничницькою, на південному сході — з Грищинецькою, на півдні — з Курилівською та на південному заході — з Козарівською сільрадами.
На території сільради виявлено кургани доби бронзи, кургани та 2 поселення скіфських часів, могильник зарубинецької культури. Знайдено римські монети 2 століття до н. е.
Населення сільради — 622 особи (станом на 2001 рік).
Через територію сільради протікає річка Синявка, ліва притока річки Росава. Вона починається в Київській області, біля села Ведмедівка. Своєю середньою та нижньою течією протікає територією сільради. На річці безпосередньо розташовані села Потапці та Лазірці, а на її притоках струмках — Пищальники та Райок (в її нижній течії також розташовані села Козарівка та Синявка Козарівською сільради). На річці та на її притоках-струмках створено декілька ставків.
Через територію сільради проходить асфальтована автодорога Канів-Пії, на якій розташовані Потапці та Лазірці. До Пищальників та селища Райок відходять асфальтовані під'їзні дороги. В довоєнні часи через ці поселення проходила залізниця Канів-Миронівка, від якої зараз лишились лише сліди її існування. В селищі навіть збереглась будівля старого вокзалу.

## Склад ради
Рада складається з 12 депутатів та голови.
- Голова ради: Березенко Наталія Миколаївна

### Керівний склад попередніх скликань
| Прізвище, ім'я, по батькові   | Основні відомості                                                                     | Дата обрання | Дата звільнення |
| ----------------------------- | ------------------------------------------------------------------------------------- | ------------ | --------------- |
| Любченко Микола Володимирович | Сільський голова, 1953 року народження                                                | 26.03.2006   | 31.10.2010      |
| Березенко Наталія Миколаївна  | Сільський голова, 1979 року народження, освіта середня загальна, член Партії регіонів | 31.10.2010   |                 |

Примітка: таблиця складена за даними сайту Верховної Ради України

### Депутати
За результатами місцевих виборів 2010 року депутатами ради стали:

#### За суб'єктами висування
| Суб'єкт висування | Кількість обраних депутатів | %    |
| ----------------- | --------------------------- | ---- |
| Самовисування     | 8                           | 66,7 |
| Партія регіонів   | 4                           | 33,3 |

#### За округами
| № округу        | Прізвище, ім'я, по батькові  | Дата визнання обраним | Освіта  | Партійна приналежність             | Відомості про обраного депутата                           |
| --------------- | ---------------------------- | --------------------- | ------- | ---------------------------------- | --------------------------------------------------------- |
| Партія регіонів |                              |                       |         |                                    |                                                           |
| 2               | Підвласний Ігор Сергійович   | 04.11.2010            | середня | член Партії регіонів               | Укршампіньйон, різноробочий                               |
| 3               | Підвласний Сергій Дмитрович  | 04.11.2010            | середня | член Партії регіонів               | пенсіонер                                                 |
| 5               | Горденко Людмила Анатоліївна | 04.11.2010            | вища    | член Партії регіонів               | Потапцівська загальноосвітня школа, директор              |
| 11              | Баурова Наталія Анатоліївна  | 04.11.2010            | середня | член Партії регіонів               | СТОВ ПІщальники, кухар                                    |
| Самовисування   |                              |                       |         |                                    |                                                           |
| 1               | Свитка Олександр Григорович  | 04.11.2010            | середня | позапартійний                      | Агрофірма «Заповіт Шевченка», заввідділу                  |
| 4               | Шустка Надія Олексіївна      | 04.11.2010            | середня | позапартійна                       | Потапцівська сільська рада, бухгалтер                     |
| 6               | пшенична Марія Григорівна    | 09.01.2011            | середня | член Партії регіонів               | Потапцівський фельдшерсько-акушерський пункт, завідувачка |
| 7               | Костиря Валентин Іванович    | 04.11.2010            | середня | позапартійний                      | приватний підприємець                                     |
| 8               | Бараненко Оксана Сергіївна   | 04.11.2010            | середня | член Партії регіонів               | приватний підприємець                                     |
| 9               | Тимошицька Любов Яківна      | 04.11.2010            | середня | член Соціалістичної партії України | Агрофірма «Заповіт Шевченка», різноробоча                 |
| 10              | Побігай Міна Кузьмівна       | 04.11.2010            | середня | член Партії регіонів               | приватний підприємець                                     |
| 12              | Бобігай Володимир Іванович   | 04.11.2010            | вища    | позапартійний                      | пенсіонер                                                 |